# Blepharita amicissima
Blepharita amicissima är en fjärilsart som beskrevs av Felix Bryk 1952. Blepharita amicissima ingår i släktet Blepharita och familjen nattflyn. Inga underarter finns listade i Catalogue of Life.